# 虞卿
虞 卿（ぐ けい、紀元前3世紀中頃）は、中国戦国時代末期趙の政治家・歴史家・弁論家。 後述するように「卿」は通称・尊称であり、本名は不明。趙の上卿・宰相を務め、また、歴史書『虞氏春秋』を著した。その史料と義侠に溢れた生き方は『史記』の著者司馬遷にも大きな影響を与えた。

## 生涯
伝は司馬遷『史記』「平原君・虞卿列伝」で、「范雎・蔡沢列伝」にも行状を記載される。また戦国時代のうちから弁論家・遊説家として名高かったようで、『戦国策』「趙策」などにも多くの弁論が残されている。

### 立身
虞卿の前半世の詳細は不明であるが、草鞋を履き長傘をさし諸国を旅して遊説する貧しい身だったといわれ、楚の鐸椒の門下生だったともいう。あるとき趙孝成王の前で弁舌を振るう機会を得て、一度の謁見で黄金百鎰（約38kg）と白玉一対を、二度目の謁見で趙の上卿（上級大臣）の位を賜ったため、「卿」の名で呼ばれるようになった。そしてたった三度目の謁見で、宰相・万戸侯に封ぜられ、趙の政治家としての最高位に登り詰めた。
紀元前266年〜258年ごろ、孝成王に進言して、秦に対抗する合従の盟主が趙ではなく魏にあるのは、魏の宰相の范痤が原因であるから、百里の地もしくは一万戸の邑を交換条件として、范痤を幽閉して殺すよう魏に交渉するほうがよいとした。魏の安釐王は交渉に応じて范痤を捕えたが、范痤は王と後任の信陵君魏無忌を説得して死刑は免れた。

### 虞氏春秋の執筆
紀元前265年、秦の昭王は宰相の応侯范雎の功績に報いるために、かつて范雎を零落させた魏の公子で元宰相の魏斉の首を取ろうと考えた。そこで、魏斉を匿っている平原君趙勝に友誼の書簡を出して騙して呼び寄せ、趙の事実上の最高権力者である平原君を人質にした。平原君は毅然として魏斉を引き渡すことを拒否したが、孝成王は国の支柱である平原君を失うことを恐れ、魏斉が匿われている屋敷を取り込んだ。魏斉は闇夜に紛れて虞卿の元に逃れたが、虞卿は王を説き伏せることは難しいと思案した末、宰相の印を外して共に魏の都の大梁へ逃亡、そこからさらに南方の楚へ逃れようと信陵君に助けを求めた。
信陵君は秦を恐れ魏斉を保護することをためらい、食客の侯嬴に「虞卿とはどのような人物か」と尋ねたところ、侯嬴は皮肉を述べて、「人に知られるのも難しいことですが、人を知るのも難しいことですなあ。虞卿は卑賤の身から、たった三度の弁論で宰相・万戸侯の地位に昇り詰めたほどの男です。その男が、友の魏斉を救うためだけに、全てを投げ打ってここに来た。その男について『どのような人物か』とお尋ねになるとは。人に知られるのも難しいことですが、人を知るのも難しいことですなあ！」と言った。信陵君は深く恥じ入り、魏斉を迎えるために城外へ出たが、時遅く魏斉は逃亡を諦め自害したあとであった。魏斉の首は秦へ届けられ、平原君は趙へ返された。
全ての地位を失った虞卿は困窮の身に陥り、書の執筆に専念するようになった。孔子が著したとされる歴史書『春秋』から当世に至るまでの歴史をまとめ、さらに自らの見解から国家の得失を論じ、ついに『節義』『称号』『揣摩（しま）』『政謀』、通称『虞氏春秋』全八篇を完成させた。『虞氏春秋』は現存しないが、司馬遷の『史記』など後代の史料の基礎となった。

### 長平の戦い
その後、数年して趙の上卿の地位に復帰したらしい。
紀元前262年に趙と秦の間で起こった長平の戦いでは、緒戦で都尉一人を失い不利に陥った際、秦との積極的和睦を薦める将軍の楼昌や重臣の平陽君趙豹（平原君の弟）の意見に対立し、先に楚と魏に近づいて見せかけの合従を組んだと秦に思わせ、秦を恐れさせて有利な立場で交渉するように進言した。孝成王は虞卿を退けて平陽君らの策を取り、鄭朱を使いとして秦に送った。虞卿が予見して王に言うには、「秦相の范雎は鄭朱を盛大にもてなして趙と秦が和睦したと見せかけるでしょう。そして、楚と魏が趙との合従を諦めた後に、手のひらを返して趙との和平交渉を破棄するでしょうな」　はたして虞卿の言ったことは全て当たり、趙は続く戦で歴史的大敗を喫して首都の邯鄲を秦に包囲されるという国家存亡の危機に立たされた
それから、平原君と魏の信陵君・楚の春申君黄歇らの活躍によって邯鄲の包囲は解かれたが（詳しくは平原君の項目を参照）、まだ秦との終戦交渉の問題が残っていた。孝成王は趙郝を使者として六県を割譲するという約束で秦との和睦をはかった。虞卿は六県割譲を愚策として、趙郝や楼緩と激しく対立した。論戦の末、虞卿は策を立てて述べるには、「それではそれらの県を秦ではなく斉に譲渡しましょう。すると、秦は趙・斉の同盟を恐れ、必ずや向こうから和議を申し出るはず。さらに、秦の方から和議を申し出たと諸国に吹聴すれば、魏・韓は趙の威勢を恐れ宝物を差し出すでしょう。これで斉・魏・韓の三国と関係を強め、一気に秦との立場を逆転させることができます」　孝成王は同意し、虞卿を斉への使者とした。終戦交渉は虞卿の言った通りに進み、楼緩は逃亡した。報奨として虞卿は一城を封ぜられた。
戦後、平原君の戦功を王に宣伝する策を立てて平原君との縁故を深めようとするが、この試みは平原君の食客で名家（論理学者）の公孫竜の讒言によって退けられている。

### 晩年の働き
あるとき、魏は平原君を仲介として趙と合従を結ぼうとしたが、平原君の進言をもってしても孝成王は動かなかった。虞卿は、平原君に説得の代わりを頼まれ、巧みな話術で成功している。
紀元前248年ごろには、楚に赴いて、春申君に封地は首都から遠い場所ほど、王族からの圧力を退けやすいことを説き、さらに新しい封地として趙・楚の共通の敵である燕を伐って切り取った地を治めるように進言した。楚から燕への通り道となる魏の昭王に、楚軍を通すよう説得を試みるまでしている。ただしこの策は失敗したらしく、春申君は首都から遠い地に封地を遷すという部分だけを聴き入れ、実際は呉に遷った。

## 評価
司馬遷は列伝の末尾で人物評を論じる形式を取っているが、虞卿に対しては、時事と政情をおしはかり趙のために策をたてることが実に巧みであったと述べつつ「［魏斉を弁護して助けるのは］凡夫ですら不可能だとわかるのに、まして［彼のような］賢人がわからないはずがあろうか？　しかし虞卿が窮愁の身に陥らなければ、書を著して後世に自らの見解を述べることもできなかったのだ」（庸夫且知其不可，況賢人乎。然虞卿非窮愁，亦不能著書以自見於後世云。）と、曖昧で可とも不可とも取れない非常に主観的な評価で締めている。明の凌稚隆の説によれば、これは極刑を覚悟で李陵を弁護したために窮愁の身に陥り『史記』の執筆に専念するようになった司馬遷が、自らの境遇を虞卿と重ねているのだという。また、趙平原君以外の戦国四君が単独で列伝を立てられているのに対し、虞卿のみ平原君と同列に扱われている点も特異である。